# Menhir de Haute-Borne (Marne)
Pour les articles homonymes, voir Haute-Borne.
Le menhir de Haute-Borne est un site mégalithique situé dans les communes d'Avize, Cramant et Oiry, dans le département français de la Marne.

## Historique
Le menhir de Haute-Borne est construit au Néolithique. Il était haut de 7 m.
Au XVIIIe siècle, le menhir se brise en deux lors de fouilles réalisées à sa base.

## Protection
Le menhir de Haut-Borne est classé au titre des monuments historiques par la liste de 1889.